# Kožlí (Boêmia do Sul)
Kožlí é uma comuna checa localizada na região da Boêmia do Sul, distrito de Písek.